# Drakan: The Ancients’ Gates
Drakan: The Ancients' Gates (рус. «Дракан. Врата древних») — видеоигра в жанре приключенческого боевика с элементами RPG, созданная компанией «Surreal Software» и выпущенная компанией Sony Computer Entertainment в 2002 году только для PlayStation 2. Является продолжением компьютерной игры Drakan: Order of the Flame.

## Сюжет
Действие в игре происходит через некоторое время после событий первой части. Ринн и Арок прилетают на вызов из города Сурдана. Его правительница, леди Мишала, просит Ринн и Арока помочь одолеть злую расу трёхлицых существ, известных как Повелители пустынь, которые объединяют чудовищ со всего мира (подобно тому, как делал Тёмный союз в Ордене пламени), и начинают порабощение людей. Во всем мире существуют четверо врат, которые ведут к месту, где обитает Мать драконов, Мала-Ше, и её выводок, дремлющий ещё с Тёмных войн. Только дракон старшей породы может открыть ворота, и именно поэтому Ринн и Арок необходимы для открытия врат, чтобы люди смогли ещё раз провести ритуал Связи с драконами и начать борьбу против Повелителей пустынь. По пути герои выполняют различные побочные задания для достижения конечной цели.

## Игровой процесс
Игровой процесс Drakan: The Ancients' Gates идентичен своему предшественнику. Он так же состоит из управления Ринн, в местах, куда не может попасть Арок, и полётов на драконе. Находясь в воздухе, дуэт превосходит любых наземных врагов, а поражение летающих требует больше маневрирования и прицеливания. На (и под) землей Ринн должна сражаться в одиночку, если Арок не может последовать за ней.
В игре присутствует и ряд нововведений: получение опыта за убийство врагов, рост в уровне и система прокачки по трём параметрам: оружие ближнего боя, лук и магия. Оружие и броня в игре, как и раньше, разрушаются, но теперь его можно чинить у кузнеца за определённую плату. В связи с этим в игре появились деньги.

### Особое оружие
В игре присутствует множество видов вооружения, но есть особенно мощное оружие. Эти мечи уникальны и встречаются только раз в игре.
- Elemental Blades: находятся на протяжении всей игры, и каждый из них имеет свои уникальные способности. Клинок земли находится в Shadowmire и может вызвать каменные глыбы из земли и ударять ими врага. Ледяной клинок можно найти в Shiverbane, он может на короткое время ставить ледяной барьер вокруг Ринн и замораживать им противника. Клинок молнии в Kragmor стреляет электричеством во всех направлениях. Наконец, Огненный клинок выпускает кольцо огня. Он находится в Desert of Tears, но чтобы добраться до него, нужно сначала собрать в правильном порядке три камня.
- Mournbringer: можно купить у кузнеца, когда будут найдены все Стихийные клинки. Самое мощное оружие в игре, может высасывать здоровье у врагов для восстановления вашего.
- Lestat's Blade: находится в City of the Damned, похож на Mournbringer, также забирает жизни врагов.
- Rynn's Dagger : кинжал Ринн — единственное неразрушимое оружие в игре. Это также самое слабое оружие в игре, его нельзя продать. Единственный способ избавиться от него: не поднимать, когда вы найдете его снова в Shiverbane.
- Character Weapons: оружие, которое выпадает после победы над боссом. Bonegrinder's Staff может создавать кольцо молнии вокруг Ринн. Flamestrike Sword находится у лидера скелетов в катакомбах и имеет те же свойства, как Клинок Огня. Snotmaw's Cleaver — гигантский топор, даётся за убийство Snotmaw в Kragmor. В Shiverbane Вы можете получить Maulgak's Maul, большой молот, который может выпускать кольцо льда.
- Tempest: фиолетовый меч форме молнии, на самом деле не имеющий никаких специальных свойств.
- The Chicken: необычное оружие ближнего боя, такое же мощное, как Mournbringer, но не высасывающее жизнь из врагов. Оно случайно приобретается в любом магазине. Если вы слышите кудахтанье при открытии инвентаря купца, то посмотрите на последний слот, где должен находиться Chicken.
- Hoarfrost: лук, который атакует сосулькоподобными стрелами, находится в пещере груллов в Ravenshold.

### Магия Арока
Во время полёта дракон может применять заклинания, тратя при этом запас манны. Всего у Арока имеется 10 видов магии, по две на каждую из пяти категорий.
- Огонь: базовая атака Арока, стрельба огненными шарами.
- Лёд.
- Молнии.
- Звуковые волны.
- Тьма.

## Оценки
| Сводный рейтинг | Сводный рейтинг |
| Агрегатор       | Оценка          |
| --------------- | --------------- |
| GameRankings    | 79,30 %         |